# Eri Shimizu
Eri Shimizu (japanisch 清水 映里 Shimizu Eri; * 28. Mai 1998) ist eine japanische Tennisspielerin.

## Karriere
Shimizu spielt vor allem auf Turnieren der ITF Women’s World Tennis Tour, bei denen sie bislang einen Einzel- und fünf Doppeltitel gewonnen hat.
Ihr Debüt auf der WTA Tour gab Shimizu 2015 bei den Toray Pan Pacific Open, als sie in der ersten Runde der Qualifikation gegen Riko Sawayanagi mit 3:6 und 1:6 verlor.

## Turniersiege

### Einzel
| Nr. | Datum            | Turnier  | Kategorie | Belag     | Finalgegnerin | Ergebnis      |
| --- | ---------------- | -------- | --------- | --------- | ------------- | ------------- |
| 1.  | 16. Februar 2020 | Hamilton | ITF W15   | Hartplatz | Park So-hyun  | 6:4, 0:6, 6:3 |

### Doppel
| Nr. | Datum            | Turnier    | Kategorie | Belag     | Partnerin       | Finalgegnerinnen                | Ergebnis          |
| --- | ---------------- | ---------- | --------- | --------- | --------------- | ------------------------------- | ----------------- |
| 1.  | 2. Juli 2022     | Monastir   | ITF W15   | Hartplatz | Yuka Hosoki     | Diana Chehoudi Yasmine Mansouri | 6:3, 6:2          |
| 2.  | 22. Juni 2024    | Taipeh     | ITF W35   | Hartplatz | Ikumi Yamazaki  | Fūna Kōzaki Misaki Matsuda      | 4:6, 6:1, [10:5]  |
| 3.  | 1. November 2024 | Makinohara | ITF W35   | Teppich   | Kanako Morisaki | Jeong Bo-young Ayumi Miyamoto   | 6:2, 6:1          |
| 4.  | 1. Dezember 2024 | Carrara    | ITF W75   | Hartplatz | Hikaru Satō     | Erina Hayashi Kanako Morisaki   | 60:7, 6:3, [10:6] |
| 5.  | 21. Juni 2025    | Taipeh     | ITF W35   | Hartplatz | Ku Yeon-woo     | Park So-hyun Ayano Shimizu      | 6:4, 2:6, [10:5]  |